# 丸の内ストリートギャラリー
丸の内ストリートギャラリー（まるのうちストリートギャラリー）は、三菱地所株式会社と公益財団法人彫刻の森芸術文化財団が、丸の内仲通りに彫刻を展示する事で、芸術性豊かな街づくりを目指す目的で1972年より始めた、期間限定のアートイベント。

## 概要
東京の玄関口である丸の内にて、彫刻の森が所蔵する日本・海外の著名な巨匠の彫刻作品や、世界で活躍するアーティストが丸の内ストリートギャラリーの為に制作した作品の数々を展示。日本人が発する高い芸術性、日本独自の精神性や世界観に触れる事で、街としての“おもてなし”を体現できる。

## 詳細

### 第42回（2018-2021年）
出典：
- 展示期間：2018年11月5日～2021年10月（予定）
- 場所：丸の内仲通り
- 主催：三菱地所株式会社
- 協力：公益財団法人彫刻の森芸術文化財団

#### 展示場所と作家名と作品名
出典：
- 新東京ビル　加藤泉　（日本）　無題
- 丸の内二重橋ビル　草間彌生　（日本）　われは南瓜
- 丸の内パークビル　鹿田淳史　（日本）コズミック・アーチ '89
- 丸の内二丁目ビル　桑田卓郎　（日本）　つくしんぼう
- 丸の内二丁目ビル　木戸修　（日本）　SPIRAL.UQ
- 丸の内仲通りビル　三沢厚彦　（日本）　Bird 2014-03B
- 丸ビル　三沢厚彦　（日本）　Animal 2016-01B
- 丸ビル　金氏徹平　（日本）　Hard Boiled Daydream (Sculpture/Spook) #1
- 新丸ビル　國府理　（日本）　the Garden （屋根裏の庭）
- 信託ビル　長谷京治　（日本）　風の椅子
- 永楽ビル　水井康雄　（日本・フランス）　石のとびら
- 永楽ビル　淀井敏夫　（日本）　ローマの公園
- 一号館広場　エミリオ・グレコ　（イタリア）　うずくまる女No.3
- 一号館広場　アギュスタン・カルデナス　（キューバ）　フランス拡散する水
- 一号館広場　バーナード・メドウズ　（イギリス）　恋人たち